# 伊姆諸
伊姆諸，又译為伊姆祝、伊姆茲，為歷史上鄒族所建立的古國，統治中心為石鼓盤大社（Ponyo，俗稱伊姆諸社）位於清水溪左岸、塔山西北一帶，往昔國力強大，但因戰爭與疾病史人口銳減，最後於1925年滅國。

## 歷史
一千年前，鄒族與布農族為了避難同住於玉山，後因人口眾多且腹地狹窄，為耕作與狩獵之便，便各自下山分住各地。鄒人分三路線下山，其中下玉山的一支則分為三路往阿里山遷徙，其中一支由八戶父系家族組成，於1140年左右由阿里山搬到石鼓盤大社（Ponyo），並將國號訂為伊姆諸，因此石鼓盤大社也俗稱「伊姆諸大社」，名稱此自人名。伊姆諸曾經繁榮一時，勢力亦很強大。強盛之時，不僅人口逾千，並在鹿窟仔、田寮（今嘉義縣梅山鄉太和村）、二路頭（今嘉義縣梅山鄉瑞峰村）、草嶺（今雲林縣古坑鄉）、屈崙等地設有分社 。
16世紀時，亦於竹頭崎之南Lokumasan （今嘉義縣竹崎鄉鹿滿村）處建立小社鹿麻產（Youmasana），但18世紀遭天花瘴癘之災，社人死亡甚眾，又逢清人趁勢攻擊，因無槍炮，西元1717年盧麻產戰敗滅，盧麻產土地被迫為漢人所租用。據目前仍留存的「阿里山番租」契約顯示，1719年吳鳳與「阿里山土官」（台語猫音，與貓不同）簽訂租約，贌租原屬盧麻產社所有的番仔潭，位於今竹崎鄉灣橋附近（鹿滿村），再轉佃租給入墾的漢人。:130-143漢人庄民每年需繳納稅金予伊姆諸，倖存者皆全數移入位於今日嘉義縣竹崎鄉緞繻村到竹山鎮田子里一帶的阿拔泉（Pipiho）。
1730年左右，又與長年有土地糾紛的鄰國特富野因位於海拔約800米的左岸河階台的土地「楠仔腳蔓」的土地爭議而發生戰爭，伊姆諸庫巴（kuba）被特富野軍隊佔領，參戰的壯丁則幾乎全滅，最後由伊姆諸投降收場。在這場戰爭之後，伊姆諸的勢力大減、國力由盛轉衰。
1790年，清朝議設屯番守邊制度，官軍在今嘉義東部等地駐紮、進逼，對東面一帶的伊姆諸也諭令熟悉外交事務的貢生、通事等前往曉諭、協同堵剿。面對強大的外來威脅，鄒族被迫於19世紀初接受清朝訂定的不平等條約，並承認「番大租」制度，開放漢人入墾淺山地帶、獵場範圍自此限縮於觸口一帶。十九世紀末，由漢人帶來的天花流行，伊姆諸一度遭天花侵襲，導致各社人口幾乎滅絕，曾瀕臨滅亡命運。至此，伊姆諸國力衰弱，無力派兵增援子社，最靠近西部淺山地帶的阿拔泉、泉仔、全仔幾乎滅亡，子社全數被清朝佔領，被劃為福建省臺灣府嘉義縣。1919年—1920年，又逢西班牙流行性感冒猖獗，死亡者多，且因有人他遷，或社外人遷入，故團結力漸趨薄弱。1925年，又因旱災，作物收穫減半，加上頭目又於同年七月病死，育有一男一女，但男童早夭，女兒嫁入特富野樂野社（Lalauya），因頭目家無繼嗣，之後便由特富野樂野社頭目來指揮，並於10月10日，正式投降日本政府，領土被劃入嘉義廳的番地 ，遺民受令遷移至新社，由交力坪警察ララチ蕃務官吏駐在所管轄，剩餘的遺民併入達邦、特富野的各社。

## 疆域
伊姆諸領土，東與特富野、魯富都為鄰，西、北一帶則與清治台灣接壤。行政區劃以石鼓盤大社（Ponyo）為中心，石鼓盤大社又稱為伊姆諸大社（Hosa no Imucu），俗稱伊姆諸社，18世紀時轄有鹿窟仔、田寮、二路頭、草嶺、屈崙及全仔等六小社。
| 行政區劃       | 類型 | 今日位置                       | 族群       |
| -------------- | ---- | ------------------------------ | ---------- |
| 石鼓盤大社（Ponyo） | 大社 | 嘉義縣阿里山鄉豐山村           | 鄒族       |
| 草嶺（Lompuhu）       | 子社 | 雲林縣古坑鄉                   | 鄒族、漢族 |
| 阿拔泉（Pipiho）     | 子社 | 竹山鎮田子里到竹崎鄉緞繻村一帶 | 鄒族、漢族 |
| 全仔（Po'oyuana）       | 子社 | 嘉義縣梅山鄉                   | 鄒族、漢族 |
| 盧麻產（Youmasana/Lokumasan）     | 子社 | 嘉義縣竹崎鄉                   | 漢族       |
| 日路頭         | 子社 | 嘉義縣梅山鄉瑞峰村             | 漢族       |
| 巧田寮         | 子社 | 嘉義縣梅山鄉太和村             | 漢族       |